# Barbacenia umbrosa
Barbacenia umbrosa är en enhjärtbladig växtart som beskrevs av Lyman Bradford Smith och Edward Solomon Ayensu. Barbacenia umbrosa ingår i släktet Barbacenia och familjen Velloziaceae. Inga underarter finns listade.

## Bildgalleri

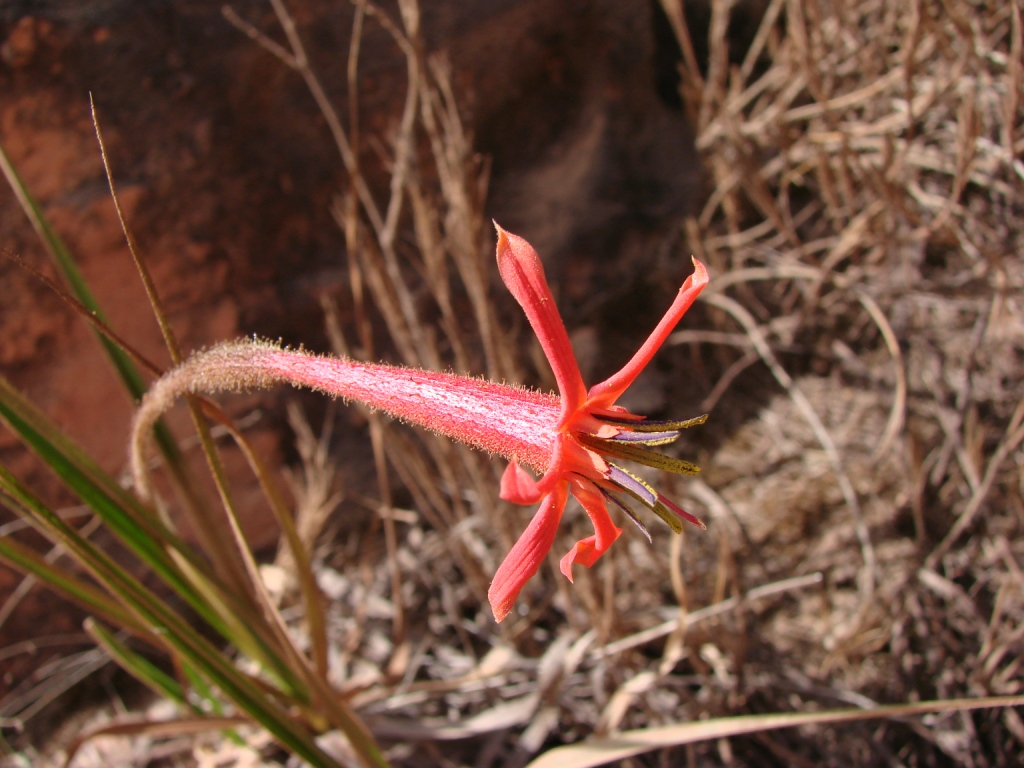
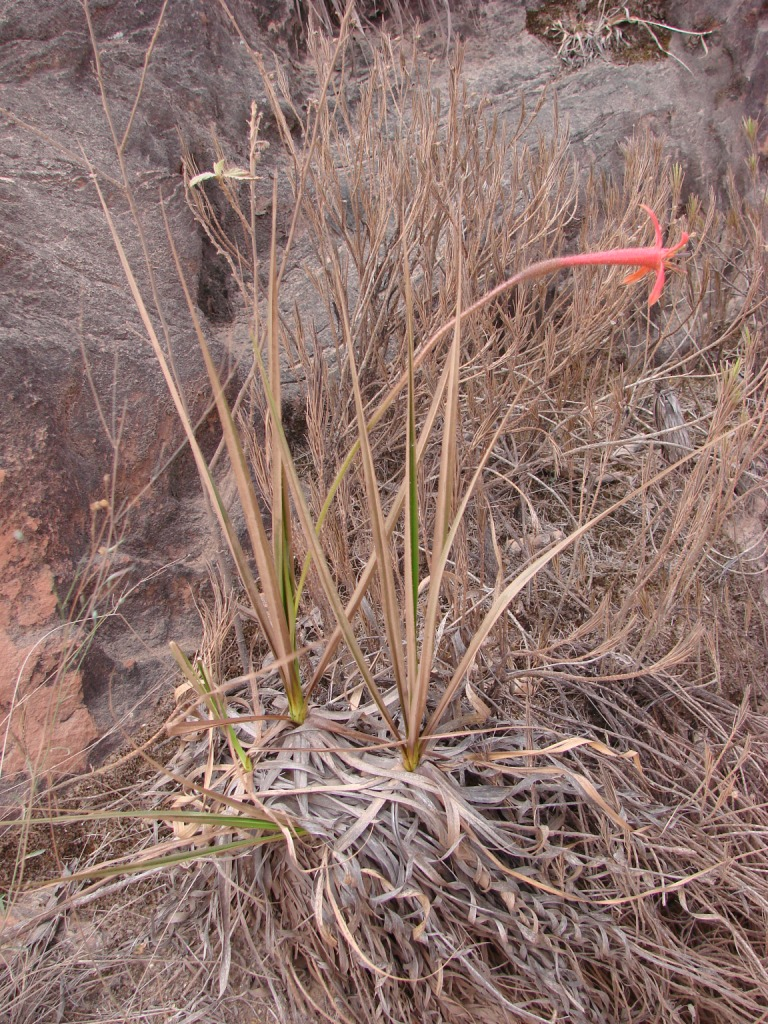